# Atalanta Bergamasca Calcio 2016-2017
Questa voce raccoglie le informazioni riguardanti l'Atalanta Bergamasca Calcio nelle competizioni ufficiali della stagione 2016-2017.

## Stagione
(Antonio Percassi, 10 ottobre 2016)

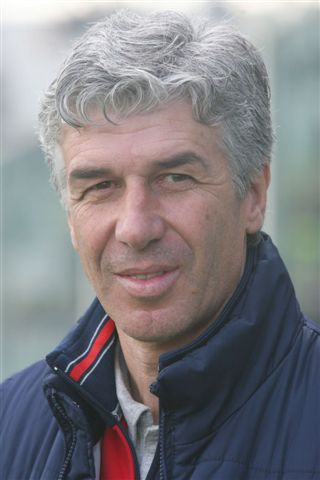
Gian Piero Gasperini è l'allenatore che guida l'Atalanta alla qualificazione in Europa League.

L'estate 2016 vede la decisione - da parte del club bergamasco - di affidare la propria conduzione tecnica a Gasperini, in passato sulla panchina del Genoa. La stagione inizia ufficialmente con il terzo turno di Coppa Italia, in cui la Cremonese viene battuta per 3-0. Il campionato parte invece con il piede sbagliato per i nerazzurri, che dopo 5 giornate si ritrovano al penultimo posto con appena 3 punti. L'unica formazione a far peggio è il neopromosso Crotone, battuto proprio nella partita seguente. Prima della sosta di ottobre, si registra anche un successo (1-0) contro il Napoli. L'Atalanta riprende così quota, infilando una serie-record di 6 vittorie consecutive: la striscia positiva porta gli orobici ad occupare, a fine novembre, il quarto posto. Malgrado una leggera flessione nel periodo natalizio, rappresentata dalle sconfitte con Juventus e Udinese, i bergamaschi terminano comunque il girone di andata in quinta posizione: i 35 punti fin lì ottenuti costituiscono un record per la società.

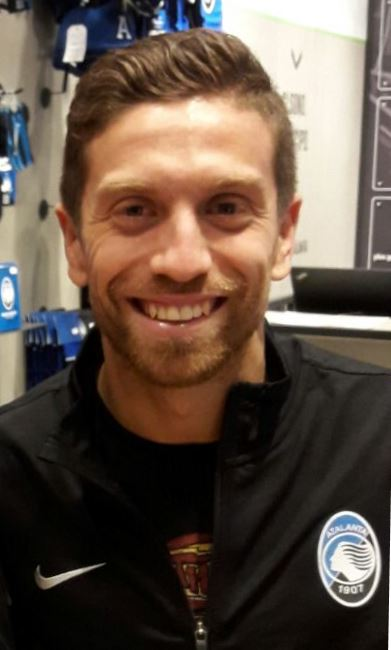
Con 16 reti Gómez è il miglior marcatore stagionale dell'Atalanta.

La fase di ritorno si apre al contrario con una disfatta, poiché i nerazzurri (eliminati in coppa dalla Juventus) cedono per 2-1 alla Lazio all'Olimpico. La svolta stagionale coincide con il mese di febbraio, in cui l'Atalanta riporta 4 successi consecutivi. Le prestazioni dei singoli, in particolare quelle dei giovani Conti, Spinazzola, Petagna e Caldara valgono loro l'interesse della Nazionale: il commissario tecnico Gian Piero Ventura li convoca infatti per gli stage azzurri, svoltisi sul finire dell'inverno. Il derby nerazzurro del 12 marzo 2017 va in archivio con un passivo disastroso per l'Atalanta, sconfitta con il punteggio di 7-1 dall'Inter; già la domenica successiva, si compie però l'aggancio al quinto posto (con 55 punti in classifica, mentre il Milan ne ha persino 2 in meno).
Nel periodo primaverile, la Dea ottiene altri risultati convincenti come il 5-0 in casa del Genoa e i pareggi contro Roma e Juventus. Stabilito il primato continentale per il numero di gol segnati con i difensori (17), alla 36ª giornata il positivo cammino degli orobici viene premiato: il pari con il Milan (1-1) vale la matematica qualificazione all'Europa League, riportando così i bergamaschi nelle competizioni Uefa dopo 26 anni. Una settimana più tardi, la vittoria contro l'Empoli dà la certezza del quarto posto finale con l'ingresso nella fase a gironi; a chiudere il campionato è un altro successo di misura, per 1-0 con il Chievo. La rete decisiva contro i clivensi è messa a segno da Gómez, al 16º centro stagionale: l'argentino eguaglia così Doni e Denis in fatto di marcature in un singolo campionato. Gli orobici risultano infine la prima compagine lombarda, nella storia della Serie A, capace di precedere entrambe le milanesi nella classifica finale.

## Divise e sponsor
Lo sponsor tecnico per la stagione 2016-2017 è Nike, dal cui catalogo sono tratte le due casacche.
La prima maglia presenta il petto interamente nero, donde si sviluppano verso il basso 15 strisce nere e azzurre, con un effetto sfumato in entrambi i versi; monocromo nero è invece il dorso, al pari di calzoncini e calzettoni, mentre le personalizzazioni sono di colore bianco.
La seconda maglia è bianca, con colletto e profili blu, raccordati da fasce della medesima tinta su spalle e maniche. Egualmente bianchi sono i calzoncini e i calzettoni bianchi, mentre le personalizzazioni sono a loro volta blu.
Riguardo alle divise dei portieri sono state create tre divise, tutti dello stesso stile, in tre varianti di colori: verde, rosso e giallo.
Sponsor principale di maglia è SuisseGas, cui nel corso della stagione si affianca ModusFM.
A febbraio cambio di main sponsor, passa a TWS, fino a fine stagione.
| Casa | Trasferta | Christmas match | 1ª div. portiere | 2ª div. portiere | 3ª div. portiere |

## Organigramma societario
Area direttiva
- Presidente: Antonio Percassi
- Amministratore delegato: Luca Percassi
- Consiglieri: Stefano Percassi, Matteo Percassi, Isidoro Fratus, Marino Lazzarini, Maurizio Radici, Roberto Selini, Mario Volpi
- Collegio sindacale: Giambattista Negretti (Presidente), Pierluigi Paris (Sindaco Effettivo), Alessandro Michetti (Sindaco Effettivo)
- Organismo di vigilanza: Marco De Cristofaro (Presidente), Diego Fratus, Pietro Minaudo

Area organizzativa
- Direttore generale: Umberto Marino
- Direttore operativo: Roberto Spagnolo
- Direttore Amministrazione, Controllo e Finanza: Valentino Pasqualato
- Segretario generale: Marco Semprini
- Team manager: Mirco Moioli
- Responsabile del Servizio di Prevenzione e Protezione: Massimiliano Merelli
- Delegato Sicurezza Stadio: Marco Colosio
- Coordinatore Area Biglietteria-Slo: Marco Malvestiti

Area comunicazione e marketing
- Responsabile comunicazione: Elisa Persico
- Addetto Stampa: Andrea Lazzaroni
- Direttore marketing: Romano Zanforlin
- Marketing Supervisor: Antonio Bisanti
- Licensing manager: Sara Basile
- Supporter Liaison Officer: Riccardo Monti

Area tecnica
- Responsabile Area Tecnica: Giovanni Sartori
- Direttore sportivo: Gabriele Zamagna
- Allenatore: Gian Piero Gasperini
- Allenatore in seconda: Tullio Gritti
- Collaboratore tecnici: Mauro Fumagalli
- Preparatori atletici: Domenico Borelli, Luca Trucchi, Francesco Vaccariello, Andrea Riboli
- Preparatore dei portieri: Massimo Biffi

Area sanitaria
- Responsabile sanitario: Paolo Amaddeo
- Medico sociale: Marco Bruzzone
- Fisioterapisti:Simone Campanini, Marcello Ginami, Alessio Gurioni, Michele Locatelli

Staff
- Magazzinieri: Isidoro Arrigoni, Nadia Donnini, Luca Tasca

## Rosa
| N. |                                 | Ruolo | Calciatore                      |
| -- | ------------------------------- | ----- | ------------------------------- |
| 1  | Albania (bandiera)              | P     | Etrit Berisha                   |
| 2  | Italia (bandiera)               | D     | Guglielmo Stendardo             |
| 3  | Brasile (bandiera)              | D     | Rafael Tolói                    |
| 4  | Italia (bandiera)               | C     | Roberto Gagliardini             |
| 4  | Italia (bandiera)               | C     | Bryan Cristante                 |
| 5  | Italia (bandiera)               | D     | Andrea Masiello                 |
| 6  | Bosnia ed Erzegovina (bandiera) | D     | Ervin Zukanović                 |
| 7  | Italia (bandiera)               | C     | Marco D'Alessandro              |
| 8  | Italia (bandiera)               | C     | Giulio Migliaccio               |
| 9  | Serbia (bandiera)               | A     | Aleksandar Pešić                |
| 10 | Argentina (bandiera)            | C     | Alejandro Gómez (vice capitano) |
| 11 | Svizzera (bandiera)             | C     | Remo Freuler                    |
| 13 | Italia (bandiera)               | D     | Mattia Caldara                  |
| 17 | Cile (bandiera)                 | C     | Carlos Carmona                  |
| 19 | Costa d'Avorio (bandiera)       | C     | Franck Kessié                   |
| 23 | Italia (bandiera)               | D     | Emanuele Suagher                |
| 24 | Italia (bandiera)               | D     | Andrea Conti                    |
| 25 | Francia (bandiera)              | D     | Abdoulay Konko                  |
| 27 | Slovenia (bandiera)             | C     | Jasmin Kurtić                   |
| 28 | Italia (bandiera)               | D     | Davide Brivio                   |
| 29 | Italia (bandiera)               | A     | Andrea Petagna                  |

| N. |                           | Ruolo | Calciatore                   |
| -- | ------------------------- | ----- | ---------------------------- |
| 30 | Italia (bandiera)         | P     | Davide Bassi                 |
| 31 | Italia (bandiera)         | P     | Francesco Rossi              |
| 33 | Paesi Bassi (bandiera)    | D     | Hans Hateboer                |
| 37 | Italia (bandiera)         | C     | Leonardo Spinazzola          |
| 43 | Italia (bandiera)         | A     | Alberto Paloschi             |
| 47 | Italia (bandiera)         | P     | Stefano Mazzini              |
| 51 | Cile (bandiera)           | A     | Mauricio Pinilla             |
| 52 | Ecuador (bandiera)        | C     | Bryan Cabezas                |
| 55 | Albania (bandiera)        | D     | Berat Djimsiti               |
| 57 | Italia (bandiera)         | P     | Marco Sportiello             |
| 77 | Italia (bandiera)         | C     | Cristian Raimondi (capitano) |
| 87 | Francia (bandiera)        | C     | Anthony Mounier              |
| 88 | Italia (bandiera)         | C     | Alberto Grassi               |
| 89 | Italia (bandiera)         | A     | Guido Marilungo              |
| 91 | Italia (bandiera)         | P     | Pierluigi Gollini            |
| 93 | Senegal (bandiera)        | D     | Boukary Dramé                |
| 94 | Italia (bandiera)         | C     | Filippo Melegoni             |
| 95 | Italia (bandiera)         | D     | Alessandro Bastoni           |
| 97 | Italia (bandiera)         | D     | Riccardo Gatti               |
| 98 | Italia (bandiera)         | A     | Christian Capone             |
| 99 | Costa d'Avorio (bandiera) | A     | Emmanuel Latte Lath          |

## Calciomercato

### Sessione estiva(dal 01/07 al 31/08)
| Acquisti         | Acquisti             | Acquisti                | Acquisti                   |
| R.               | Nome                 | da                      | Modalità                   |
| ---------------- | -------------------- | ----------------------- | -------------------------- |
| P                | Etrit Berisha        | Lazio                   | prestito                   |
| D                | Mattia Caldara       | Cesena                  | fine prestito              |
| D                | Abdoulay Konko       | -                       | svincolato                 |
| D                | Leonardo Spinazzola  | Juventus                | prestito                   |
| D                | Emanuele Suagher     | Carpi                   | fine prestito              |
| D                | Ervin Zukanović      | Roma                    | prestito (1 milione €)     |
| C                | Bryan Cabezas        | Independiente del Valle | definitivo (1,8 milioni €) |
| C                | Alberto Grassi       | Napoli                  | prestito (0,4 milioni €)   |
| C                | Franck Kessié        | Cesena                  | fine prestito              |
| A                | Alberto Paloschi     | Swansea City            | definitivo (7,2 milioni €) |
| A                | Aleksandar Pešić     | Tolosa                  | prestito (1 milione €)     |
| A                | Andrea Petagna       | Ascoli                  | fine prestito              |
| Altre operazioni |                      |                         |                            |
| R.               | Nome                 | da                      | Modalità                   |
| P                | Mirco Miori          | Südtirol                | fine prestito              |
| P                | Francesco Rossi      | Prato                   | fine prestito              |
| P                | Andrea Seveso        | SPAL                    | fine prestito              |
| P                | Matevz Vidovsek      | Interblock              | definitivo                 |
| P                | Luca Zanotti         | Pro Patria              | fine prestito              |
| D                | Michele Canini       | Ascoli                  | fine prestito              |
| D                | Alberto Carminati    | Chievo                  | prestito                   |
| D                | Stefano Cason        | Melfi                   | fine prestito              |
| D                | Matteo Contini       | Bari                    | fine prestito              |
| D                | Cristiano Del Grosso | Bari                    | fine prestito              |
| D                | Alberto Dossena      | Lumezzane               | fine prestito              |
| D                | Dávid Forgács        | Pisa                    | fine prestito              |
| D                | Prince-Désir Gouano  | Gaziantepspor           | fine prestito              |
| D                | Valerio Nava         | Cittadella              | fine prestito              |
| D                | Constantin Nica      | Avellino                | fine prestito              |
| D                | Alex Redolfi         | Pro Vercelli            | fine prestito              |
| D                | Giuseppe Ungaro      | Mantova                 | fine prestito              |
| C                | Davide Agazzi        | Catania                 | fine prestito              |
| C                | Janis Cavagna        | Trapani                 | fine prestito              |
| C                | Riccardo Cazzola     | Livorno                 | fine prestito              |
| C                | Nadir Minotti        | Siena                   | fine prestito              |
| C                | Salvatore Molina     | Perugia                 | fine prestito              |
| C                | Giorgio Pagliari     | Tolentino               | definitivo                 |
| C                | Antonio Palma        | Juve Stabia             | fine prestito              |
| C                | Luca Valzania        | Cesena                  | fine prestito              |
| A                | Isnik Alimi          | Maceratese              | fine prestito              |
| A                | Matteo Ardemagni     | Perugia                 | fine prestito              |
| A                | Faisal Bangal        | Tuttocuoio              | fine prestito              |
| A                | Rúben Bentancourt    | Arezzo                  | fine prestito              |
| A                | Edoardo Ceria        | Feralpisalò             | fine prestito              |
| A                | Dejan Kulusevski     | Brommapojkarna          | definitivo                 |
| A                | Simone Magnaghi      | Cremonese               | fine prestito              |
| A                | Doudou Mangni        | Ascoli                  | fine prestito              |
| A                | Guido Marilungo      | Virtus Lanciano         | fine prestito              |
| A                | Giacomo Parigi       | Cosenza                 | fine prestito              |
| A                | Antonio Gomes        | Rodange                 | definitivo                 |

| Cessioni         | Cessioni             | Cessioni          | Cessioni                                     |
| R.               | Nome                 | a                 | Modalità                                     |
| ---------------- | -------------------- | ----------------- | -------------------------------------------- |
| P                | Boris Radunović      | Avellino          | prestito                                     |
| D                | Gianpaolo Bellini    | -                 | fine carriera                                |
| D                | Davide Brivio        | Genoa             | definitivo                                   |
| D                | Nicolò Cherubin      | Bologna           | fine prestito                                |
| D                | Berat Djimsiti       | Avellino          | prestito                                     |
| D                | Gabriel Paletta      | Milan             | fine prestito                                |
| C                | Luca Cigarini        | Sampdoria         | definitivo (3 milioni €)                     |
| C                | Alessandro Diamanti  | Guangzhou E.      | fine prestito                                |
| C                | Marten de Roon       | Middlesbrough     | definitivo (10 milioni €+4 milioni di bonus) |
| A                | Marco Borriello      | -                 | svincolato                                   |
| A                | Serge Gakpé          | Genoa             | fine prestito                                |
| A                | Gaetano Monachello   | Bari              | prestito                                     |
| Altre operazioni |                      |                   |                                              |
| R.               | Nome                 | da                | Modalità                                     |
| P                | Davide Merelli       | Renate            | prestito                                     |
| P                | Alessandro Turrin    | Forlì             | prestito                                     |
| P                | Mirco Miori          | Pro Piacenza      | prestito                                     |
| P                | Francesco Rossi      | Teramo            | prestito                                     |
| P                | Luca Zanotti         | Como              | prestito                                     |
| D                | Alberto Almici       | Ascoli            | rinnovo prestito                             |
| D                | Patrick Asmah        | Avellino          | prestito                                     |
| D                | Andrea Boffelli      | Pontisola         | prestito                                     |
| D                | Michele Canini       | Parma             | prestito                                     |
| D                | Alberto Carminati    | Chievo            | prestito                                     |
| D                | Stefano Cason        | Ternana           | prestito                                     |
| D                | Matteo Contini       | Ternana           | prestito                                     |
| D                | Cristiano Del Grosso | SPAL              | definitivo                                   |
| D                | Dávid Forgács        | Ancona            | definitivo                                   |
| D                | Prince-Désir Gouano  | Vitória Guimarães | prestito                                     |
| D                | Ákos Kecskés         | Újpest            | rinnovo prestito                             |
| D                | Anton Krešić         | Trapani           | prestito                                     |
| D                | Michele Messina      | Parma             | prestito                                     |
| D                | Luca Milesi          | Arezzo            | rinnovo prestito                             |
| D                | Christian Mora       | Renate            | prestito                                     |
| D                | Valerio Nava         | Catania           | prestito                                     |
| D                | Constantin Nica      | Latina            | prestito                                     |
| D                | Alex Redolfi         | Olhanense         | prestito                                     |
| D                | Tommaso Tentoni      | Forlì             | prestito                                     |
| D                | Giuseppe Ungaro      | Santarcangiolese  | prestito                                     |
| C                | Davide Agazzi        | Foggia            | prestito                                     |
| C                | Fabio Castellano     | Pro Vercelli      | prestito                                     |
| C                | Janis Cavagna        | Bassano           | prestito                                     |
| C                | Riccardo Cazzola     | Alessandria       | definitivo                                   |
| C                | Alphousseyni Demba   | Arezzo            | prestito                                     |
| C                | Simone Emmanuello    | Pro Vercelli      | rinnovo prestito                             |
| C                | Luigi Giorgi         | Ascoli            | riscatto cartellino                          |
| C                | Nicolas La Vigna     | Pro Piacenza      | prestito                                     |
| C                | Lorenzo Migliorelli  | Feralpisalò       | fine prestito                                |
| C                | Nadir Minotti        | Sambenedettese    | prestito                                     |
| C                | Salvatore Molina     | Avellino          | prestito                                     |
| C                | Antonio Palma        | Renate            | prestito                                     |
| C                | Mario Pugliese       | Pro Piacenza      | prestito                                     |
| C                | Roberto Ranieri      | Cosenza           | prestito                                     |
| C                | Tiziano Tulissi      | Modena            | prestito                                     |
| C                | Luca Valzania        | Cittadella        | prestito                                     |
| A                | Matteo Ardemagni     | Avellino          | definitivo                                   |
| A                | Faisal Bangal        | Teuta             | prestito                                     |
| A                | Rúben Bentancourt    | -                 | risoluzione contratto                        |
| A                | Giuseppe De Luca     | Bari              | rinnovo prestito                             |
| A                | Denis Di Rocco       | Forlì             | prestito                                     |
| A                | Leonardo Gatto       | Ascoli            | prestito                                     |
| A                | Gabriel Lunetta      | Gubbio            | prestito                                     |
| A                | Simone Magnaghi      | -                 | risoluzione contratto                        |
| A                | Doudou Mangni        | Olhanense         | prestito                                     |
| A                | Guido Marilungo      | Empoli            | prestito                                     |
| A                | Giacomo Parigi       | Forlì             | prestito                                     |

### Sessione invernale(dal 03/01 al 31/01)
| Acquisti         | Acquisti              | Acquisti    | Acquisti                    |
| R.               | Nome                  | da          | Modalità                    |
| ---------------- | --------------------- | ----------- | --------------------------- |
| P                | Pierluigi Gollini     | Aston Villa | prestito                    |
| P                | Francesco Rossi       | Teramo      | fine prestito               |
| D                | Mattia Caldara        | Juventus    | prestito                    |
| D                | Hans Hateboer         | Groningen   | definitivo (1.1 milioni €)  |
| C                | Bryan Cristante       | Benfica     | prestito                    |
| C                | Anthony Mounier       | Bologna     | prestito                    |
| Altre operazioni |                       |             |                             |
| R.               | Nome                  | da          | Modalità                    |
| P                | Marco Carnesecchi     | Cesena      | definitivo (1.37 milioni €) |
| P                | Alessandro Santopadre | Perugia     | definitivo                  |
| D                | Michele Canini        | Parma       | fine prestito               |
| D                | Stefano Cason         | Ternana     | fine prestito               |
| D                | Gianluca Mancini      | Perugia     | definitivo (1.9 milioni €)  |
| D                | Luca Milesi           | Arezzo      | fine prestito               |
| D                | Valerio Nava          | Catania     | fine prestito               |
| D                | Alex Redolfi          | Olhanense   | fine prestito               |
| C                | Janis Cavagna         | Bassano     | fine prestito               |
| C                | Nicolò Fazzi          | Perugia     | definitivo                  |
| C                | Salvatore Molina      | Avellino    | fine prestito               |
| C                | Tiziano Tulissi       | Modena      | fine prestito               |
| A                | Giuseppe De Luca      | Bari        | fine prestito               |

| Cessioni         | Cessioni              | Cessioni    | Cessioni                      |
| R.               | Nome                  | a           | Modalità                      |
| ---------------- | --------------------- | ----------- | ----------------------------- |
| P                | Davide Bassi          | -           | risoluzione contratto         |
| P                | Marco Sportiello      | Fiorentina  | prestito                      |
| D                | Mattia Caldara        | Juventus    | definitivo (15+4+6 milioni €) |
| D                | Guglielmo Stendardo   | Pescara     | definitivo                    |
| D                | Emanuele Suagher      | Bari        | prestito                      |
| C                | Carlos Carmona        | -           | risoluzione contratto         |
| C                | Roberto Gagliardini   | Inter       | prestito (2+20+5,5 milioni €) |
| A                | Mauricio Pinilla      | Genoa       | prestito                      |
| Altre operazioni |                       |             |                               |
| R.               | Nome                  | da          | Modalità                      |
| P                | Marco Carnesecchi     | Cesena      | prestito                      |
| P                | Alessandro Santopadre | Perugia     | prestito                      |
| D                | Michele Canini        | Cremonese   | prestito                      |
| D                | Stefano Cason         | Trapani     | prestito                      |
| D                | Alberto Dossena       | Perugia     | prestito                      |
| D                | Gianluca Mancini      | Perugia     | prestito                      |
| D                | Luca Milesi           | Modena      | prestito                      |
| D                | Valerio Nava          | Alessandria | prestito                      |
| D                | Alex Redolfi          | Cremonese   | prestito                      |
| C                | Janis Cavagna         | Monopoli    | prestito                      |
| C                | Nicolò Fazzi          | Perugia     | prestito                      |
| C                | Tiziano Tulissi       | Piacenza    | prestito                      |
| A                | Giuseppe De Luca      | Vicenza     | prestito                      |

## Risultati

### Serie A

#### Girone d'andata
| Arbitro: | Banti (Livorno) |

|                               |           |                                                 |
| Kessié 63’, 67’ Petagna 90+1’ | Marcatori | 15’ Immobile 20’ Hoedt 33’ Lombardi 89’ Cataldi |

| Arbitro: | Doveri (Roma) |

|                                     |           |            |
| Quagliarella 35’ (rig.) Barreto 45’ | Marcatori | 27’ Kessié |

| Arbitro: | Mariani (Aprilia) |

|                                |           |                 |
| Masiello 56’ Kessié 82’ (rig.) | Marcatori | 54’ Iago Falque |

| Arbitro: | Fabbri (Ravenna) |

|                           |           |  |
| Borriello 8’, 73’ Sau 55’ | Marcatori |  |

| Arbitro: | Ghersini (Genova) |

|  |           |                 |
|  | Marcatori | 89’ Nestorovski |

| Arbitro: | Rocchi (Firenze) |

|          |           |                                   |
| Simy 86’ | Marcatori | 3’ Petagna 40’ Kurtić 45+1’ Gómez |

| Arbitro: | Rizzoli (Bologna) |

|            |           |  |
| Petagna 9’ | Marcatori |  |

| Firenze 16 ottobre 2016, ore 12:30 CEST 8ª giornata | Fiorentina        | 0 – 0 referto | Atalanta | Stadio Artemio Franchi (27.529 spett.)\| Arbitro: \| Damato (Barletta) \| |
| Arbitro:                                            | Damato (Barletta) |               |          |                                                                           |

| Arbitro: | Doveri (Roma) |

|                                 |           |          |
| Masiello 10’ Pinilla 88’ (rig.) | Marcatori | 50’ Éder |

| Arbitro: | Guida (Torre Annunziata) |

|  |           |             |
|  | Marcatori | 60’ Caldara |

| Arbitro: | Fabbri (Ravenna) |

|                             |           |  |
| Kurtić 36’, 45+2’ Gómez 84’ | Marcatori |  |

| Arbitro: | Maresca (Napoli) |

|  |           |                                 |
|  | Marcatori | 19’ Gómez 24’ Caldara 43’ Conti |

| Arbitro: | Rocchi (Firenze) |

|                               |           |                    |
| Caldara 62’ Kessié 90’ (rig.) | Marcatori | 40’ (rig.) Perotti |

| Arbitro: | Mariani (Aprilia) |

|  |           |                         |
|  | Marcatori | 15’ Masiello 68’ Kurtić |

| Arbitro: | Irrati (Pistoia) |

|                                          |           |             |
| Alex Sandro 15’ Rugani 19’ Mandžukić 64’ | Marcatori | 82’ Freuler |

| Arbitro: | Maresca (Napoli) |

|            |           |                                   |
| Kurtić 47’ | Marcatori | 45’ Zapata 72’ Fofana 87’ Théréau |

| Milano 17 dicembre 2016, ore 18:00 CET 17ª giornata | Milan           | 0 – 0 referto | Atalanta | Stadio Giuseppe Meazza (35.584 spett.)\| Arbitro: \| Massa (Imperia) \| |
| Arbitro:                                            | Massa (Imperia) |               |          |                                                                         |

| Arbitro: | Fabbri (Ravenna) |

|                               |           |                 |
| Kessié 74’ D'Alessandro 90+4’ | Marcatori | 51’ Mch'edlidze |

| Arbitro: | La Penna (Roma) |

|                |           |                                     |
| Pellissier 62’ | Marcatori | 4’, 23’ Gómez 42’ Conti 69’ Freuler |

#### Girone di ritorno
| Arbitro: | Pairetto (Nichelino) |

|                                            |           |             |
| Milinković-Savić 45+1’ Immobile 68’ (rig.) | Marcatori | 21’ Petagna |

| Arbitro: | Rizzoli (Bologna) |

|                  |           |  |
| Gómez 55’ (rig.) | Marcatori |  |

| Arbitro: | Damato (Barletta) |

|                 |           |             |
| Iago Falque 16’ | Marcatori | 66’ Petagna |

| Arbitro: | Gavillucci (Latina) |

|               |           |  |
| Gómez 5’, 17’ | Marcatori |  |

| Arbitro: | Orsato (Schio) |

|           |           |                                   |
| Čočev 41’ | Marcatori | 19’ Conti 26’ Gómez 78’ Cristante |

| Arbitro: | Damato (Barletta) |

|           |           |  |
| Conti 48’ | Marcatori |  |

| Arbitro: | Celi (Bari) |

|  |           |                  |
|  | Marcatori | 28’, 70’ Caldara |

| Bergamo 5 marzo 2017, ore 12:30 CET 27ª giornata | Atalanta                 | 0 – 0 referto | Fiorentina | Stadio Atleti Azzurri d'Italia (18.919 spett.)\| Arbitro: \| Guida (Torre Annunziata) \| |
| Arbitro:                                         | Guida (Torre Annunziata) |               |            |                                                                                          |

| Arbitro: | Irrati (Pistoia) |

|                                                                  |           |             |
| Icardi 17’, 23’ (rig.), 26’ Banega 31’, 34’, 68’ Gagliardini 52’ | Marcatori | 42’ Freuler |

| Arbitro: | Fabbri (Ravenna) |

|                             |           |  |
| Gómez 14’, 90+3’ Grassi 69’ | Marcatori |  |

| Arbitro: | Gavillucci (Latina) |

|  |           |                                                  |
|  | Marcatori | 25’ Conti 32’ (rig.), 63’, 83’ Gómez 76’ Caldara |

| Arbitro: | Rizzoli (Bologna) |

|               |           |                |
| Cristante 73’ | Marcatori | 36’ Pellegrini |

| Arbitro: | Giacomelli (Trieste) |

|           |           |            |
| Džeko 50’ | Marcatori | 22’ Kurtić |

| Arbitro: | Russo (Nola) |

|                                  |           |                             |
| Conti 3’ Freuler 14’ Caldara 75’ | Marcatori | 16’ Destro 61’ Di Francesco |

| Arbitro: | Guida (Torre Annunziata) |

|                       |           |                                      |
| Conti 45’ Freuler 89’ | Marcatori | 50’ (aut.) Spinazzola 83’ Dani Alves |

| Arbitro: | Di Bello (Brindisi) |

|            |           |               |
| Perica 53’ | Marcatori | 41’ Cristante |

| Arbitro: | Rocchi (Firenze) |

|           |           |              |
| Conti 44’ | Marcatori | 88’ Deulofeu |

| Arbitro: | Valeri (Roma) |

|  |           |           |
|  | Marcatori | 13’ Gómez |

| Arbitro: | Celi (Bari) |

|           |           |  |
| Gómez 52’ | Marcatori |  |

### Coppa Italia

#### Turni preliminari
| Arbitro: | Pairetto (Nichelino) |

|                                       |           |  |
| Tolói 11’ Polak 31’ (aut.) Kessié 75’ | Marcatori |  |

| Arbitro: | La Penna (Roma) |

|                                    |           |  |
| Raimondi 7’ Grassi 29’ Pešić 90+3’ | Marcatori |  |

#### Fase finale
| Arbitro: | Giacomelli (Trieste) |

|                                            |           |                          |
| Dybala 22’ Mandžukić 34’ Pjanić 75’ (rig.) | Marcatori | 72’ Konko 81’ Latte Lath |

## Statistiche

### Statistiche di squadra
Statistiche aggiornate al 27 maggio 2017.
| Competizione | Punti | In casa | In casa | In casa | In casa | In casa | In casa | In trasferta | In trasferta | In trasferta | In trasferta | In trasferta | In trasferta | Totale | Totale | Totale | Totale | Totale | Totale | D.R. |
| Competizione | Punti | G       | V       | N       | P       | Gf      | Gs      | G            | V            | N            | P            | Gf           | Gs           | G      | V      | N      | P      | Gf     | Gs     | D.R. |
| ------------ | ----- | ------- | ------- | ------- | ------- | ------- | ------- | ------------ | ------------ | ------------ | ------------ | ------------ | ------------ | ------ | ------ | ------ | ------ | ------ | ------ | ---- |
| Serie A      | 72    | 19      | 12      | 4       | 3       | 31      | 18      | 19           | 9            | 5            | 5            | 31           | 23           | 38     | 21     | 9      | 8      | 62     | 41     | 21   |
| Coppa Italia | -     | 2       | 2       | 0       | 0       | 6       | 0       | 1            | 0            | 0            | 1            | 2            | 3            | 3      | 2      | 0      | 1      | 8      | 3      | 5    |
| Totale       | -     | 21      | 14      | 4       | 3       | 37      | 18      | 20           | 9            | 5            | 6            | 33           | 25           | 41     | 23     | 9      | 9      | 70     | 44     | 26   |

### Andamento in campionato
| Giornata  | 1  | 2  | 3  | 4  | 5  | 6  | 7  | 8  | 9 | 10 | 11 | 12 | 13 | 14 | 15 | 16 | 17 | 18 | 19 | 20 | 21 | 22 | 23 | 24 | 25 | 26 | 27 | 28 | 29 | 30 | 31 | 32 | 33 | 34 | 35 | 36 | 37 | 38 |
| --------- | -- | -- | -- | -- | -- | -- | -- | -- | - | -- | -- | -- | -- | -- | -- | -- | -- | -- | -- | -- | -- | -- | -- | -- | -- | -- | -- | -- | -- | -- | -- | -- | -- | -- | -- | -- | -- | -- |
| Luogo     | C  | T  | C  | T  | C  | T  | C  | T  | C | T  | C  | T  | C  | T  | T  | C  | T  | C  | T  | T  | C  | T  | C  | T  | C  | T  | C  | T  | C  | T  | C  | T  | C  | C  | T  | C  | T  | C  |
| Risultato | P  | P  | V  | P  | P  | V  | V  | N  | V | V  | V  | V  | V  | V  | P  | P  | N  | V  | V  | P  | V  | N  | V  | V  | V  | V  | N  | P  | V  | V  | N  | N  | V  | N  | N  | N  | V  | V  |
| Posizione | 12 | 18 | 14 | 18 | 19 | 16 | 12 | 13 | 8 | 6  | 6  | 5  | 5  | 5  | 6  | 6  | 6  | 6  | 6  | 7  | 6  | 6  | 5  | 5  | 5  | 4  | 5  | 6  | 6  | 5  | 5  | 5  | 5  | 5  | 5  | 5  | 5  | 4  |

Fonte:  Serie A – Classifica, su transfermarkt.it, Transfermarkt.
Legenda:

Luogo: C = Casa; T = Trasferta. Risultato: V = Vittoria; N = Pareggio; P = Sconfitta.

### Statistiche dei giocatori
Sono in corsivo i calciatori che hanno lasciato la società a stagione in corso.
| Giocatore       | Serie A  | Serie A | Serie A     | Serie A    | Coppa Italia | Coppa Italia | Coppa Italia | Coppa Italia | Totale   | Totale | Totale      | Totale     |
| Giocatore       | Presenze | Reti    | Ammonizioni | Espulsioni | Presenze     | Reti         | Ammonizioni  | Espulsioni   | Presenze | Reti   | Ammonizioni | Espulsioni |
| --------------- | -------- | ------- | ----------- | ---------- | ------------ | ------------ | ------------ | ------------ | -------- | ------ | ----------- | ---------- |
| D. Bassi        | 0        | -0      | 0           | 0          | 0            | -0           | 0            | 0            | 0        | -0     | 0           | 0          |
| A. Bastoni      | 3        | 0       | 0           | 0          | 1            | 0            | 0            | 0            | 4        | 0      | 0           | 0          |
| E. Berisha      | 26       | -26     | 2           | 0          | 1            | -3           | 0            | 0            | 27       | -29    | 2           | 0          |
| D. Brivio       | -        | -       | -           | -          | -            | -            | -            | -            | -        | -      | -           | -          |
| B. Cabezas      | 1        | 0       | 0           | 0          | -            | -            | -            | -            | 1        | 0      | 0           | 0          |
| M. Caldara      | 30       | 7       | 5           | 0          | 1            | 0            | 0            | 0            | 31       | 7      | 5           | 0          |
| C. Capone       | 0        | 0       | 0           | 0          | 1            | 0            | 0            | 0            | 1        | 0      | 0           | 0          |
| C. Carmona      | 2        | 0       | 3           | 1          | 0            | 0            | 0            | 0            | 2        | 0      | 3           | 1          |
| A. Conti        | 33       | 8       | 12          | 0          | 2            | 0            | 0            | 0            | 35       | 8      | 12          | 0          |
| B. Cristante    | 12       | 3       | 1           | 0          | -            | -            | -            | -            | 12       | 3      | 1           | 0          |
| M. D'Alessandro | 24       | 1       | 2           | 0          | 3            | 0            | 0            | 0            | 27       | 1      | 2           | 0          |
| B. Djimsiti     | -        | -       | -           | -          | 0            | 0            | 0            | 0            | 0        | 0      | 0           | 0          |
| B. Dramé        | 10       | 0       | 1           | 0          | 2            | 0            | 0            | 0            | 12       | 0      | 1           | 0          |
| R. Freuler      | 33       | 5       | 5           | 0          | 2            | 0            | 1            | 0            | 35       | 5      | 6           | 0          |
| R. Gagliardini  | 13       | 0       | 5           | 0          | 1            | 0            | 0            | 0            | 14       | 0      | 5           | 0          |
| R. Gatti        | -        | -       | -           | -          | 0            | 0            | 0            | 0            | 0        | 0      | 0           | 0          |
| P. Gollini      | 4        | -1      | 1           | 0          | -            | -            | -            | -            | 4        | -1     | 1           | 0          |
| A. Gómez        | 37       | 16      | 6           | 0          | 2            | 0            | 0            | 0            | 39       | 16     | 6           | 0          |
| A. Grassi       | 18       | 1       | 2           | 0          | 2            | 1            | 1            | 0            | 20       | 2      | 3           | 0          |
| H. Hateboer     | 6        | 0       | 2           | 0          | -            | -            | -            | -            | 6        | 0      | 2           | 0          |
| F. Kessié       | 30       | 6       | 7           | 2          | 1            | 1            | 0            | 0            | 31       | 7      | 7           | 2          |
| A. Konko        | 10       | 0       | 2           | 0          | 1            | 1            | 0            | 0            | 11       | 1      | 2           | 0          |
| J. Kurtić       | 37       | 6       | 8           | 0          | 2            | 0            | 0            | 0            | 39       | 6      | 8           | 0          |
| E. Latte Lath   | 0        | 0       | 0           | 0          | 3            | 1            | 1            | 0            | 3        | 1      | 1           | 0          |
| G. Marilungo    | -        | -       | -           | -          | -            | -            | -            | -            | -        | -      | -           | -          |
| A. Masiello     | 35       | 3       | 9           | 0          | 3            | 0            | 0            | 0            | 38       | 3      | 9           | 0          |
| S. Mazzini      | 0        | -0      | 0           | 0          | 0            | -0           | 0            | 0            | 0        | -0     | 0           | 0          |
| F. Melegoni     | 1        | 0       | 0           | 0          | 0            | 0            | 0            | 0            | 1        | 0      | 0           | 0          |
| G. Migliaccio   | 3        | 0       | 0           | 0          | 1            | 0            | 0            | 0            | 4        | 0      | 0           | 0          |
| A. Mounier      | 5        | 0       | 0           | 0          | -            | -            | -            | -            | 5        | 0      | 0           | 0          |
| A. Paloschi     | 13       | 0       | 0           | 0          | 1            | 0            | 0            | 0            | 14       | 0      | 0           | 0          |
| A. Pešić        | 6        | 0       | 0           | 0          | 1            | 1            | 0            | 0            | 7        | 1      | 0           | 0          |
| A. Petagna      | 34       | 5       | 2           | 0          | 2            | 0            | 0            | 0            | 36       | 5      | 2           | 0          |
| M. Pinilla      | 4        | 1       | 2           | 0          | -            | -            | -            | -            | 4        | 1      | 2           | 0          |
| C. Raimondi     | 8        | 0       | 2           | 0          | 2            | 1            | 1            | 0            | 10       | 1      | 3           | 0          |
| F. Rossi        | 0        | -0      | 0           | 0          | -            | -            | -            | -            | 0        | -0     | 0           | 0          |
| L. Spinazzola   | 30       | 0       | 3           | 0          | 2            | 0            | 0            | 0            | 32       | 0      | 3           | 0          |
| M. Sportiello   | 8        | -14     | 1           | 0          | 2            | 0            | 0            | 0            | 10       | -14    | 1           | 0          |
| G. Stendardo    | 1        | 0       | 0           | 0          | 0            | 0            | 0            | 0            | 1        | 0      | 0           | 0          |
| E. Suagher      | 0        | 0       | 0           | 0          | -            | -            | -            | -            | 0        | 0      | 0           | 0          |
| R. Tolói        | 32       | 0       | 6           | 0          | 3            | 1            | 1            | 0            | 35       | 1      | 7           | 0          |
| E. Zukanović    | 19       | 0       | 1           | 0          | -            | -            | -            | -            | 19       | 0      | 1           | 0          |

## Giovanili

### Organigramma societario
Area direttiva
- Responsabile Settore Giovanile: Maurizio Costanzi
- Coordinatore Attività agonistica Settore giovanile: Giancarlo Finardi
- Responsabile attività di base: Stefano Bonaccorso
- Coordinatore Attività Commerciali Settore Giovanile: Gianmaria Vavassori

Area tecnica - Primavera
- Allenatore: Valter Bonacina
- Preparatore atletico: Luca Medolago
- Preparatore portieri: Giorgio Frezzolini
- Medico: Marco Cassago
- Fisioterapista o massaggiatore: Stefano Pirovano
- Dirigente accompagnatore: Giuseppe Belotti, Maurizio Pacchiani
- Collaboratore: Ferruccio Finardi

Area tecnica - Under 17
- Allenatore: Massimo Brambilla
- Preparatore Atletico: Gabriele Boccolini
- Preparatore portieri: Giorgio Frezzolini
- Dirigente accompagnatore: Egidio Acquaroli, Augusto Merletti
- Collaboratore: Giacomo Milesi
- Massaggiatore: Roberto Tarenghi
- Medico: Maurizio Gelfi

Area tecnica - Under 16
- Allenatore: Marco Zanchi
- Collaboratore: Andrea Filippelli
- Preparatore portieri: Gabriele Manini
- Dirigente accompagnatore: Amelio Macetti, Giuseppe Pandini
- Massaggiatore: Antonio Rossi
- Medico: Gianandrea Bellini

Area tecnica - Under 15
- Allenatore: Stefano Lorenzi
- Dirigente accompagnatore: Aldo Valerio, Paolo Vitari
- Preparatore atletico: Lorenzo Magri
- Preparatore portieri: Gabriele Manini
- Massaggiatore: Alfredo Adami
- Medico: Gianandrea Bellini

Area tecnica - Giovanissimi Regionali "A"
- Allenatore: Andrea di Cintio
- Dirigenti accompagnatori: Giovanni Manzoni, Franco Monzani
- Preparatore atletico: Andrea Cattaneo
- Preparatore portieri: Marco di Galbo
- Massaggiatore: Filippo Siragusa

Area tecnica - Giovanissimi Regionali "B"
- Allenatori: Paolo Giordani, Simone Santimone
- Dirigente accompagnatore: Domenico Polini
- Preparatore atletico: Andrea Cattaneo
- Preparatore portieri: Marco di Galbo
- Massaggiatore: Angelo Tosi

### Piazzamenti
- Primavera:
  - Campionato: 1º posto nel girone C. Quarti di finale nella fase finale.
  - Coppa Italia: Quarti di finale.
  - Torneo di Viareggio: Quarti di finale.